# Salvatnet
Salvatnet è un lago della Norvegia nella contea di Trøndelag. 
Con una profondità di 465 metri, è il secondo più profondo lago norvegese ed europeo dopo l'Hornindalsvatnet (514 m). Si trova ad una quota di 9 metri s.l.m., a pochi chilometri dalla costa oceanica. Ha una superficie di 44,8 km2 ed un volume di 6,87 km3. Lo sviluppo costiero è di circa 110 km.
Si tratta di un lago meromittico, cioè le sue acque sono permanentemente stratificate in due zone sovrapposte, quella inferiore più densa della superiore, per la presenza di un'alta concentrazione di sali minerali e con ossigeno disciolto pressoché assente.